# Порядок інтегрування
У статистиці, порядок інтегрування (позначається I(d)) часового ряду — це зведена статистика, що повідомляє мінімальну кількість різниць, необхідних для отримання коваріаційно-стаціонарного ряду.

## Інтеграція нульового порядку
Часовий ряд є (повністю) інтегрованим або має ступінь (порядок) інтеграції 0, якщо його можна подати у формі ковзного середнього
{\displaystyle \sum _{k=0}^{\infty }\mid {b_{k}}\mid ^{2}<\infty ,}
де {\displaystyle b} — це, можливо, нескінченний вектор ковзних середніх ваг (коефіцієнтів або параметрів). Це означає, що autocovariance згасає досить швидко. Це необхідна, проте не достатня умова стаціонарності процесу. Тобто, всі стаціонарні процеси I(0), але не всі I(0) процеси є стаціонарними.

## Інтеграція порядкуd
Певний часовий ряд має порядок (ступінь) інтеграції d, якщо
{\displaystyle (1-L)^{d}X_{t}}
є стаціонарним процесом, де {\displaystyle L} — оператор відставання, а {\displaystyle 1-L} — це перша різниця, тобто
{\displaystyle (1-L)X_{t}=X_{t}-X_{t-1}=\Delta X.}
Іншими словами, процес інтегрований порядку d, якщо d разів взяти різницю процесу, то отримаємо  стаціонарний процес.

## Побудова інтегрованого ряду
{\displaystyle I(d)} процес можна побудувати шляхом сумуванням {\displaystyle I(d-1)} процесу:
- Нехай {\displaystyle X_{t}\sim I(d-1)}
- Побудуємо ряд {\displaystyle Z_{t}=\sum _{k=0}^{t}X_{k}}
- Очевидно, що {\displaystyle Z\sim I(d)}, позаяк його різниця є {\displaystyle I(d-1)} за побудовою:

{\displaystyle \triangle Z_{t}=X_{t},}
де
{\displaystyle X_{t}\sim I(d-1).\,}